# Schatten der Vergangenheit (1936)
Schatten der Vergangenheit ist ein österreichisches Filmdrama aus dem Jahr 1936 von Werner Hochbaum mit Luise Ullrich in einer Doppelrolle und Gustav Diessl.

## Handlung
Als Helene Gall (Häftling Nr. 317), eine ehemalige Kaffeehausgeigerin, zu dem Gefängnisdirektor gerufen wird, ist ihr nicht bewusst, dass nach dem Verbüßen von vier Jahren Haft wegen Totschlags ihre Entlassung auf Grund guter Führung angeordnet wurde. Sie betont genüber dem Direktor jedoch weiterhin ihre Unschuld und gibt an, als Nächstes ihre Zwillingsschwester in Wien aufsuchen zu wollen.
Die Schwester Betty Gall ist in Wien ein gefeierter Revuestar, die sich überwiegend sehr oberflächlich und affektiert gegenüber ihren Mitmenschen und Kollegen verhält. Ihr nächstes berufliches Ziel ist ein Engagement nach Hollywood, um dort Karriere zu machen. Dem ordnet sie alles unter und behauptet hierfür auch eine englische Abstammung zu haben. In Wirklichkeit ist sie aber tatsächlich gebürtige Wienerin.
Betty ist über das Wiedersehen mit ihrer Schwester zunächst peinlich berührt und hält den Aufenthalt von Helene in ihrer Wohnung auch vor der Wirtschafterin Anna geheim. Ausgestattet mit neuen Kleidern von Betty unternehmen beide am nächsten Tag einen Segelausflug auf den Plattensee. Dort geraten Helene und Betty in ein schweres Unwetter und verunglücken auf dem See. Betty verstirbt bei diesem Unfall.
Die nächste Szene des Filmes spielt in einem Krankenhaus, wo Helene, die dort für ihre Schwester Betty gehalten wird, nach dem Unfall eingeliefert wurde. Im Verlauf der Genesung kann Helene (Betty) aus dem Krankenhaus zur weiteren Behandlung nach Hause entlassen werden. Dort trifft sie auf Hans Hellwig, den Verlobten ihrer Schwester, der in ihr aber Betty sieht. In der folgenden Nacht geht erneut ein schweres Gewitter nieder und Helene durchlebt in Visionen noch einmal die dramatische Situation des Unfalls mit Betty. Gedankenverloren sieht sie zum schwarzen Himmel und spricht mit sich selbst: „Ich werde ihr Leben (von Betty) weiterleben“. Am nächsten Tag steht sie vergnügt in der Küche und erklärt der Wirtschafterin Anna, sie werde jetzt einen Wiener Apfelstrudel zubereiten.
Helene (Betty) führt wieder ein normales Leben. Eines Abends gehen sie und Hans in die Bar „Cascade“ aus. Dort erreicht Helene die Nachricht, dass der Pianist Semmelweich sie dringend sprechen will. In dem Gespräch in einem Kaffeehaus mit Semmelweich, der im Übrigen Helene erkennt, erfährt sie, dass Brillanten-Emil den Totschlag, für den sie die Gefängnisstrafe erhalten hat, an der alten Frau Koviak begangen hat. Semmelweich bittet Helene in der Folge um einen Bargeldbetrag, da er unter anderem die Getränke nicht zahlen kann. Er lässt zudem den Hinweis fallen, ansonsten Hans Hellwig über Helenes Vergangenheit zu informieren.
Bei einem Besuch von Helene (Betty) und Hans im Revuetheater kommt zu einer erneuten Konfrontation zwischen Helene und Semmelweich. Er fordert weiteres Geld. Da Helene kurzfristig dieses nicht besorgen kann, reißt Semmelweich ihr ein wertvolles Armband von der Hand, das Hans ihr erst kürzlich geschenkt hat. Die gesamte Szene im Theater hat Emil beobachtet und nimmt Semmelweich gewaltsam das zuvor entwendete Armband ab. Im Revuetheater wird Emil aber noch von der Polizei, die ihn beschattet hat, festgenommen. Nachdem Emil wieder freigelassen wurde, belastet Semmelweich Emil gegenüber einem Bezirksinspektor der Polizei wegen des begangenen Totschlags an der alten Frau Koviak erneut und warnt, dass Helene gerade auf dem Weg zu Emil in einer „Verbrecher-Spelunke“ sei. Der Polizist nimmt Semmelweich fest und alarmiert ein Überfallkommando, das zur Gaststätte geschickt wird. 
In der Gaststätte kommt es zunächst zu einer brisanten Begegnung zwischen Helene und Emil, in der dieser auch gegenüber Helene den Totschlag gesteht. Als das Überfallkommando kurze Zeit später eintrifft, kommt es zu einer Schießerei zwischen den dort befindlichen Verbrechern und der Polizei. Es können alle Gangster (auch Emil) festgenommen. Staatsanwalt Hans Hellwig, der zum Tatort gerufen wurde, gibt Helene zu erkennen, dass er die „Verwechslungskomödie (Betty/Helene)“ in der Zwischenzeit durchschaut hat. Am Ende verhindert er eine erneute Verhaftung von Helene durch die Polizei und vergibt ihr. Gemeinsam gehen sie am Schluss des Films in eine neue Zukunft.

## Produktionsnotizen
Schatten der Vergangenheit entstand im Jahr 1936 in den Rosenhügel-Filmstudios der Tobis-Sascha in Wien und wurde im Mai 1936 fertiggestellt.
Produktionsleiter war E. A. von Lukawieczki, die Bauten stammen von Hans Ledersteger und als Regieassistent ist Hans Müller verzeichnet. Für die Musik zeichnete Anton Profes verantwortlich, der in den 1950er Jahren auch die Filmmusik zur Sissi-Trilogie komponierte. Die Uraufführung von Schatten der Vergangenheit fand am 17. Juli 1936 im Capitol am Zoo in Berlin statt. In Deutschland wurde durch die nationalsozialistische Filmprüfstelle ein entsprechendes Jugendverbot für den Film erlassen. Der Film war in Österreich erstmals am 23. Oktober 1936 in Wien zu sehen. 
Der deutsche Regisseur Werner Hochbaum inszenierte ab 1934 einige Filme (darunter auch Vorstadtvarieté und Die ewige Maske) in Österreich, nachdem er 1933 in der Folge des Machtantritts der Nationalsozialisten zunächst mehrfach verhaftet wurde und er die Entscheidung traf, im damals noch „freien Österreich“ zu arbeiten. Einige Jahre später kehrte er jedoch aus Österreich nach Deutschland (Drittes Reich) zurück.

## Kritiken
„Ein eigenwillig und subtil inszeniertes Melodram, dessen Doppelrolle Luise Ullrich virtuos variiert.“

„Dies ist einer der wenigen Filme des 1946 verstorbenen Werner Hochbaum, der heute als eines der größten Talente des deutschen Films gilt.“

„Luise Ullrich spielt die Zwillinge Helene und Betty in diesem Melodram, in dem Werner Hochbaum die seltene Mischung von filmischem Formbewusstsein und Genre-Unterhaltung auf schwungvolle Weise gelingt. […] Ein Sammelsurium auch an Hochbaum-Motiven (Halbweltexistenzen à la Razzia in St. Pauli, Schaugeschäft nach Vorstadtvarieté, Ich-Spaltung und Visionen wie aus Die ewige Maske), dank Ullrichs energischem Schauspiel zugleich eine der definitiven Versionen von Hochbaums stets um Spielraum ringenden Hauptfiguren.“